# Krajowe Ramy Interoperacyjności
Krajowe Ramy Interoperacyjności – zestaw wymagań semantycznych, organizacyjnych oraz technologicznych dotyczących interoperacyjności systemów teleinformatycznych i rejestrów publicznych.